# George Aguilar
Pour les articles homonymes, voir Aguilar.
George Aguilar, né le 31 décembre 1952 à The Dalles (Oregon), est un acteur américain d'origine amérindienne.
Il est connu pour son rôle secondaire dans le célèbre film Bagdad Café de Percy Adlon, dans lequel il joue le serveur amérindien Cahuenga, dans le café tenu par Brenda (CCH Pounder).

## Vie privée

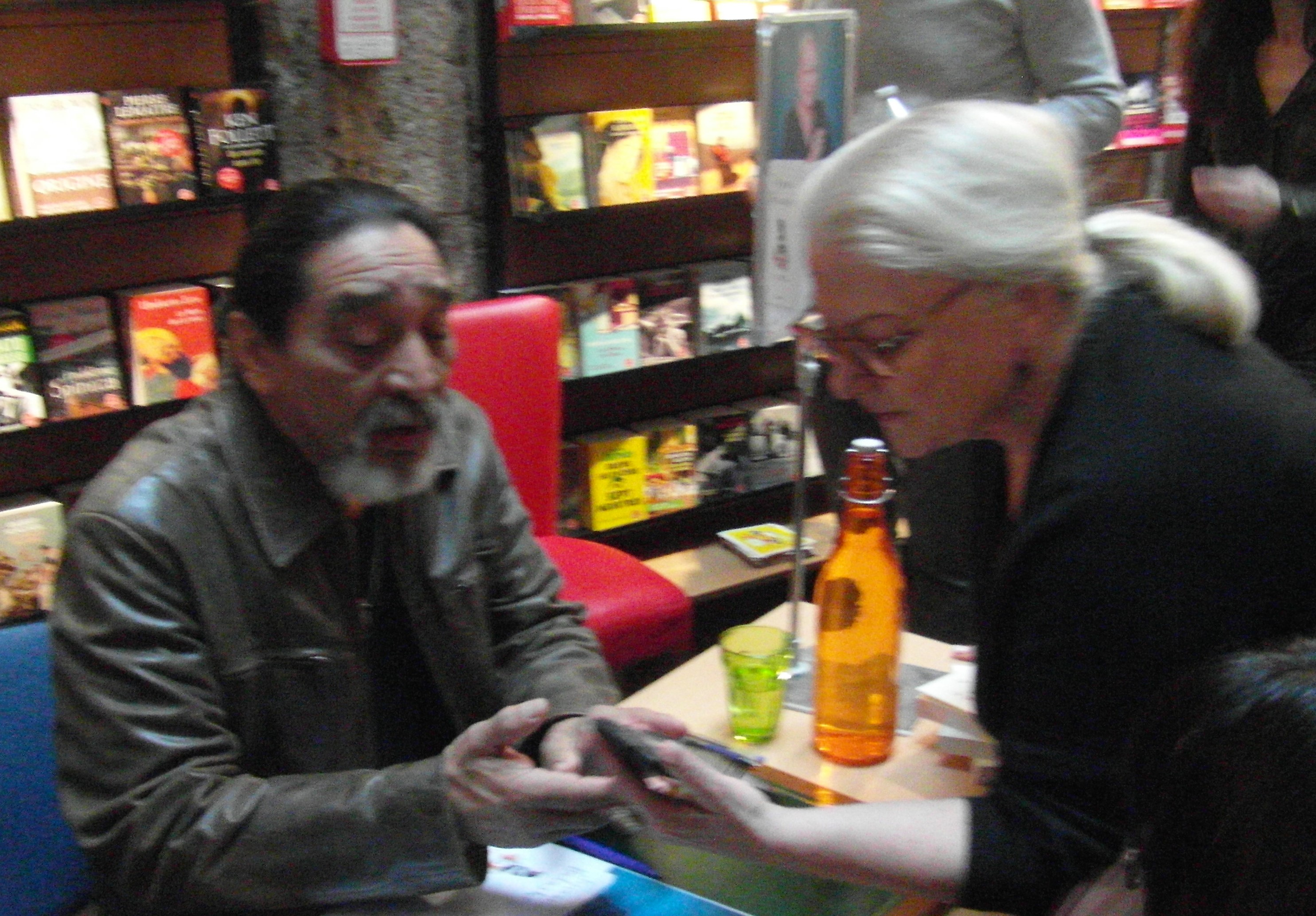
George Agular et Josiane Balasko en mars 2019

Il est marié depuis 2003 à l'actrice française Josiane Balasko. L'union a été célébrée dans l'État du Texas aux États-Unis. Ils se sont rencontrés en 1999 sur le tournage du film Le Fils du Français de Gérard Lauzier.
L’un de ses fils, également nommé George Aguilar, mécanicien automobile et aspirant acteur, est apparu avec son père dans La Lettre écarlate (1995) et Into The West (2005) ; il est décédé en 2008 à l'âge de 28 ans.

## Filmographie
- 1972 : Fureur apache : un Indien
- 1979 : La Petite Maison dans la prairie (saison 6, épisode 7 : Le Rêve d'Halloween) : un Apache
- 1987 : Bagdad Café de Percy Adlon
- 1991 : Lunatics de Josh Becker
- 1991 : Lightning Field de Michael Switzer
- 1993 : Dark Blood de George Sluizer
- 1993 : Shadowhunter de Joseph S. Cardone
- 1994 : Siringo de Kevin Cremin
- 1994 : Star Trek : La Nouvelle Génération (TV, 1 épisode)
- 1995 : Les Amants du nouveau monde de Roland Joffé
- 1995 : L'Armée des douze singes de Terry Gilliam
- 1998 : Les Premiers Colons de Christopher Guest
- 1998 : Phoenix de Danny Cannon
- 1999 : Le Fils du Français de Gérard Lauzier
- 2001 : Tribunal central (TV, 1 épisode)
- 2003 : Le Mystère de la chambre jaune de Bruno Podalydès
- 2003 : DreamKeeper de Steve Barron
- 2004 : Casablanca Driver de Maurice Barthélémy
- 2004 : Notre musique de Jean-Luc Godard
- 2004 : L'Ex-femme de ma vie de Josiane Balasko
- 2005 : Into the west (TV, 1 épisode)
- 2005 : La vie est à nous ! de Gérard Krawczyk
- 2005 : Les Bronzés 3 - Amis pour la vie de Patrice Leconte
- 2006 : David Nolande de Nicolas Cuche (TV)
- 2007 : Big City de Djamel Bensalah
- 2008 : Cliente de Josiane Balasko
- 2009 : Bancs publics (Versailles Rive-Droite) de Bruno Podalydès
- 2009 : Orpailleur de Marc Barrat
- 2009 : Services sacrés de Vincenzo Marano (TV)
- 2010 : Big Jim de Christian Merret-Palmair (TV)
- 2011 : Neverland de Nick Willing (TV)
- 2012 : Au galop de Louis-Do de Lencquesaing
- 2013 : Demi-sœur de Josiane Balasko
- 2013 : Phil Spector de David Mamet (TV)
- 2021 : VTC (série)

## Théâtre
- 2006 : Dernier Rappel, de et mise en scène par Josiane Balasko, Théâtre de la Renaissance
- 2011 : La nuit sera chaude de Josiane Balasko, mise en scène de l'auteur, Théâtre de la Renaissance
- 2014 : Un grand moment de solitude, écriture et mise en scène de Josiane Balasko, tournée
- 2015 : Un grand moment de solitude, de et mise en scène Josiane Balasko, Théâtre de la Michodière
- 2021 : Un chalet à Gstaad de et mise en scène Josiane Balasko, Théâtre des Nouveautés